# Kimi ga Aruji de Shitsuji ga Ore de
Kimi ga Aruji de Shitsuji ga Ore de (яп. 君が主で執事が俺で Кими га Арудзи дэ Сицудзи га Орэ дэ, «Ты — хозяин, я — слуга») или сокращённо Kimiaru — игра для взрослых в жанре визуального романа и эроге, выпущенная компанией Minato Soft 26 мая 2007 года для PC, а позже для PlayStation 2 и PSP в 2008 и 2009 годах соответственно.
На основе игры студией A.C.G.T был выпущен аниме-сериал, который впервые транслировался по телеканалу TV Kanagawa с 4 января по 29 марта 2008 года. Всего выпущено 13 серий аниме.
Незадолго до выхода игры начали выпускаться два романа авторства Харуки Фусэ и Фуитиро Ноямы и манга за авторством Хамао Ко. Также в 2007 году были выпущены 2 Drama CD.

## Сюжет
Рэн Уэсуги и его старшая сестра Михато сбежали из дома, где над ними всё детство издевался отец-алкоголик. Главные герои остаются без дома и пытаются найти работу. Рэн помогает прелестной девушке с длинными хвостами и приносит её домой. Оказывается, что она одна из трёх благородных сестёр клана Куондзи, живущих в особняке с дворецкими. Рэн и Михато просят принять их на работу новыми слугами в обмен на жильё.

## Персонажи
Рэн Уэсуги (яп. 上杉 錬) — Главный герой истории. Он вместе со своей старшей сестрой сбежал от отца-алкоголика, который всё время избивал их обоих. Поклялся быть верным Синре-сама. Некоторое время он обучался у Тайсы и Агэхи боевым искусствам и хорошо овладел ими. Является объектом интереса многих девушек, в частности Синры, которая всё время с ним заигрывает. Очень боится своего отца и того, что может стать похожим на него. Плохо готовит.
Сэйю: Томокадзу Сэки
Синра Куондзи (яп. 久遠寺 森羅) — Главная героиня сериала, хозяйка поместья Куондзи. Она очень властная и во многих ситуациях остаётся гордой и спокойной. К тому же она вредная, принципиальная и злопамятная. Она десять лет держала обиду на Юмэ из-за того, что та в детстве сказала ей обидные слова. У неё садистские наклонности, так она всё время мучает Мию, издеваясь над ней и принуждая к сексуальным играм. Обожает панд. Она также заигрывает с Рэном. Является всемирно известным дирижёром и почти каждый день работает или даёт интервью. На самом деле жизнь Синры полна стресса, так как она вынуждена одновременно работать и заботиться о своей семье. Влюблена в Рэна. Она очень любит своего покойного отца и стала известной, чтобы пойти по его стопам.
Сэйю: Сидзука Ито
Венис (яп. 朱子 Бэнису) — Личная служанка Синры. Родом из Италии. Когда-то была сиротой и какое то время работала в ресторане, но он закрылся. Именно там её нашёл Тайса и привёл в особняк Куондзи. Венис очень хорошо готовит блюда итальянской кухни. Очень вспыльчивая и почти сразу стала точить зуб на Рэна. Обожает бейсбол. Также недолюбливает Михато, так как та отлично готовит блюда японской кухни. Синра называет её Бэнико.
Сэйю: Кумико Ёкотэ
Мию Куондзи (яп. 久遠寺 未有) — Средняя сестра семьи Куондзи. Ей больше 20 лет, хотя она выглядит как ребёнок. Её IQ составляет 240; она уже в детстве пропустила все классы и стала изобретателем. За свои изобретения Мию получает большой гонорар. Она создала робота Ниро. Часто становится жертвой сексуальных домогательств Синры, которая всё время издевается над её детской внешностью и называет «Лоли».
Сэйю: Юко Гото
Михато Уэсуги (яп. 上杉 美鳩) — Старшая сестра Рэна, личная слуга Мию. Как правило очень добрая и милая, но когда злится, то от ярости и волнения внушает ужас и готова даже убить человека. Прячет вещи в 49 тайных местах. Очень любит Рэна и готова постоянно следовать за ним. В детстве всегда защищала его от отца.
Юмэ Куондзи (яп. 久遠寺 夢) — Самая младшая из сестёр. Она очень добрая и простодушная, но в то же время закомплексованная. Она сначала впала в стресс, решив, что в отличие от своих сестёр не имеет ничего примечательного и уникального. Очень любит читать мангу и есть сладости, ведёт личный дневник «Yume Note» (отсылка на дневник из Death Note). В своих фантазиях является девочкой-волшебницей. В детстве, когда родители погибли, Юмэ увидев, что Синра не плачет, назвала её роботом и сказала, что боится её. Синра затаила обиду на Юмэ так как наоборот тогда еле сдерживала слёзы, чтобы не опозорить честь клана и себя.
Сэйю: Сидзука Минамори
Натосэ (яп. 南斗星) — Личная слуга Юмэ. Она по внешности похожа на мальчика и носит мужской костюм. Очень предана Юмэ, во всех ситуациях поддерживает её и следует за ней. Обожает мясо, а также очень много ест. Когда-то жила в тропическом лесу со своей сестрой и братом, но цунами разрушило её дом и убило семью. Тогда Натосэ чудом выжила, но лишилась правого глаза. Она попала в Японию практически не зная языка, но её стала всячески поддерживать Юмэ, так она в знак благодарности поклялась ей в верности.
Сэйю: Ю Асакава
Тайса (яп. 大佐) — Дворецкий. Высокий, сильный и статный мужчина. Его настоящее имя Тадзири Ясуси. Когда-то проходил военную подготовку в армии. Очень сильный и обладает всеми необходимыми боевыми навыками и даже сверхчеловеческими способностями. Какое-то время подвергал суровым тренировкам Рэна.
Сэйю: Ёсукэ Акимото
Дэ Ниро (яп. デニーロ) — Робот, которого создала Мию как боевое оружие. Очень болтливый и любит заигрывать с электронными приборами. Очень грубый, но боится хозяйку Мию.
Сэйю: Кадзуя Татэкабэ
Тихару Киёхара (яп. 清原 千春) — Дворецкий поместья Куондзи. Хотя он мальчик, внешне очень похож на девочку. Очень тихий и слабохарактерный, присутствует во многих сценах, но остаётся пассивным. После чего обычно начинает страдать. Помешан на чистоте и когда нервничает или расстраивается, то сразу стремится сделать чистым «всё». После того, как Венис защищает его от хулиганов, он влюбляется в неё, но не может признаться.
Сэйю: Ю Амамия
Агэха Куки (яп. 九鬼 揚羽) — Богатая девушка из другого клана. Очень властная и вредная девушка. Склонна бить тех, кто её раздражает. На лбу у неё 2 шрама, в форме буквы Х, которые, по словам Тайсы, она получила во время игры на Xbox. Она очень сильная и всё время тренируется, так как с самого детства её из-за наследства пытались похитить или убить. Очень нестандартно выражает свою любовь путём избиения. Влюбилась в Рэна и украла у него первый поцелуй.
Сэйю: Риэ Танака
Кодзюро Такэда (яп. 武田 小十郎) — Личный слуга Агэхи. Он предан ей и получает удовольствие от её ударов. Агэха и Кодзюро провели почти всё время в детстве. Благодаря тренировкам Агэхи, он очень сильный. Когда Агэха решила сделать Рэна своим слугой, тот стал сильно ревновать и всеми способами пытался вернуть госпожу, что ему удалось.
Сэйю: Нобуюки Хияма
Исао Уэсуги (яп. 上杉 巌) — Он отец Рэна и Михато. Ненавидит Рэна из-за того, что после его рождения мать умерла, считая, что Рэн виноват в её смерти. Он всё детство заставлял его повиноваться и за малейшие ошибки начинал избивать. Михато заступалась за брата. Рэн с Михато в начале истории сбежали из дома, но когда появились в местной газете, отец узнал, где они живут, и решил насильно вернуть Рэна домой. Тогда Рэн впервые набрался смелости и побил отца. Тот решил оставить своих детей в покое.
Сэйю: Кэйдзи Фудзивара

## Список серий аниме
|    | |                 |  |  |
| 01 | You Are the Master, the Servant is Me «Kimi ga Aruji de Shitsuji ga Ore de» (君が主で執事が俺で)                                                       | 6 января 2008   |  |  |
| 02 | Kuonji Days «Kuonji Deizu» (クオンジデイズ) | 13 января 2008  |  |  |
| 03 | Universe «Shinrabanshō» (森羅万象) | 20 января 2008  |  |  |
| 04 | Spring! Training! Family Vacation!? «Haru da! Shugyō da! Kazokuryokō!?» (春だ! 修行だ! 家族旅行!?)                                                     | 27 января 2008  |  |  |
| 05 | Elegance «MIYABI» | 3 февраля 2008  |  |  |
| 06 | Dream Remodeling Plan «Yume Kaizō Keikaku» (夢改造計画)                                                                                                | 10 февраля 2008 |  |  |
| 07 | Kuonji Household Annihilation!? The Client was Ageha-sama! «Kuonji-ke Zenmetsu!? Raihōsha wa Ageha-sama datta!» (久遠寺家全滅!? 来訪者は揚羽様だった!) | 17 февраля 2008 |  |  |
| 08 | Takeda VS Uesugi (対決 上杉 対 武田) | 24 февраля 2008 |  |  |
| 09 | A Little Hero (小さな英雄) | 1 марта 2008    |  |  |
| 10 | Turnabout! Natose Cometh (逆転! ナトセ只今参上) | 8 марта 2008    |  |  |
| 11 | All Aboard for the Flower Festivities (花見大会だよ! 全員集合!)                                                                                        | 15 марта 2008   |  |  |
| 12 | One Dirty Butler (泥まみれ執事ひとり) | 22 марта 2008   |  |  |
| 13 | Family «Kazoku» (家族) | 29 марта 2008   |  |  |

## Романы
На основе игры было выпущено 2 романа. Первый роман авторства Харуки Фусэ впервые был опубликован издательством Paradigm 19 сентября в 2007 году. Второй роман авторства Фуитиро Ноямы вышел 20 ноября 2007 года и публиковался издательством GoodsTrain.

## Манга
Манга, созданная Хамао Ко, начала публиковаться издательством Kadokawa Shoten в ежемесячном журнале Comp Ace с 26 октября 2007 года. Манга основана на визуальном романе. Первый том манги вышел 26 марта в 2008 году. Иллюстратор комикса — Санбо Сиронэко.